# Charles Hamilton Aïdé
Charles Hamilton Aïdé (ur. 1826 w Paryżu  – zm. 13 grudnia 1906 w Londynie) – brytyjski pisarz (powieściopisarz i poeta).

## Dzieła
- Eleanore, and Other Poems, 1856, poezja
- Rita, 1856, proza
- Confidences, 1859, proza
- Carr of Carrlyon, 1862, proza
- Mr and Mrs Faulconbridge, 1864, proza
- The Romance of the Scarlet Leaf, and Other Poems, 1865, poezja
- The Marstons, 1868, proza
- Penruddock, 1873, proza
- Poet and Peer, 1880, proza
- Songs Without Music, 1882, poezja
- Introduced to Society, 1884, proza
- Passages in the Life of a Lady in 1814–1815–1816, 1887, proza
- A Voyage of Discovery, 1892, proza
- Elizabeth's Pretenders, 1895, proza
- Jane Treachel, 1899, proza